# Bandeira arco-íris

Bandeira arco-íris LGBT.

A Bandeira arco-íris é uma bandeira composta por barras horizontais que representam as diferentes cores do arco-íris.
Existem várias versões, com pequenas variações das cores, número e disposição das barras. É impossível determinar a sua versão original, já que o seu uso acontece desde há muito e em diferentes partes do mundo.
Durante a Guerra dos Camponeses, no século XVI na Alemanha, foi usada como sinal de esperança na nova era. Thomas Muentzer, sacerdote que apelou à revolta dos camponeses, é muitas vezes retratado segurando uma bandeira arco-íris.
Projetado pelo artista Gilbert Baker, de São Francisco, em 1978, inicialmente a bandeira passou por várias revisões e, em seguida, voltou a adicionar cores devido aos tecidos amplamente disponíveis. Desde 2008, a variante mais comum é composta por seis faixas, com as cores vermelho, laranja, amarelo, verde, azul e violeta. A bandeira é comumente hasteada horizontalmente, com a faixa vermelha no topo, como seria em um arco-íris natural.

## Uso

### Movimento Pacifista

Bandeira da paz

A bandeira arco-íris foi usada pela primeira vez como símbolo pacifista na Itália nos anos 60. Mas só se popularizou a nível mundial em 2002 durante os protestos contra a Ocupação do Iraque. A versão mais comum tem sete barras horizontais, sendo a ordem inversa à usada pelo movimento LGBT, e com uma barra azure, a cor nacional de Itália. Geralmente tem inscrita a palavra pace, que significa "paz" em latim, em letras maiúsculas de cor branca. Também é usual ver outras traduções da palavra.
A organização ecologista Greenpeace ("paz verde") também usa a bandeira em várias acções. Rainbow Warrior ("guerreiro arco-íris") é uma série de barcos desta organização, sendo considerada o mais importante símbolo da Greenpeace. O primeiro Rainbow Warrior foi afundado a 10 de Julho de 1985 pelos serviços secretos franceses, provocando a morte do tripulante e fotógrafo português Fernando Pereira.

### Movimento LGBT
O uso generalizado da bandeira arco-íris em manifestações LGBT começa nos anos 80. Sendo hoje reconhecida mundialmente como o símbolo das minorias sexuais. A sua versão mais actual tem seis barras horizontais, cada uma com uma cor diferente, de cima para baixo, vermelho, laranja, amarelo, verde, azul e violeta. Além da versão com seis barras, ainda são vistas actualmente outras versões da bandeira arco-íris em manifestações LGBT, contendo sete cores. Desde versões com uma barra a negro , simbolizando os homossexuais mortos pela SIDA, a bandeiras que misturam as cores do arco-íris com símbolos nacionais ou regionais, pretendendo assim representar a população LGBT desse país ou região . Existem ainda bandeiras derivadas da arco-íris, mas com outras cores, para representarem sub-culturas LGBT, como a ursina (bandeira em tons acastanhados ) ou a leather (bandeira com barras azuis e negras ).

### Wiphala

Wiphala

A Whipala é uma bandeira de origem andina. A palavra Wiphala tem origem das palavras "aymaras": Wiphay que é uma expressão de alegria; e Phalax que é o sonho produzido por conduzir uma bandeira.
As cores se originam no arco-íris, tomado como referência pelos antepassados andinos, para mostrar a composição e estrutura dos emblemas e organizar a sociedade comunitária e harmónica dos Andes.

### Oblast Autónomo Judaico

Bandeira do Óblast Autónomo Judaico.

Outra versão da bandeira arco-íris é usada como bandeira oficial do Oblast Autónomo Judaico, uma divisão federal da Rússia, situada no Extremo Oriente junto à fronteira com a China. Esta bandeira tem fundo branco, com um arco-íris  que a atravessa horizontalmente, constituído por sete barras horizontais, por sua vez separadas entre si por pequenas barras brancas . A ordem é semelhante à da bandeira usada pelo movimento LGBT, diferindo apenas na existência de uma barra azul-celeste. As sete cores representam os sete braços do Menorá, que segundo as tradições judaicas representam os sete dias usados por Deus para criar o mundo.

### Tahuantinsuyu

Bandeira de Cuzco, no Peru.

Uma bandeira arco-íris é também usada no Peru, Bolívia e Equador como símbolo do Tahuantinsuyu, indígenas andinos. E tem sido exibida em protestos contra os governos destes países. É constituída por sete barras horizontais. Por vezes a barra azul-claro está ausente, sendo substituída por uma branca que é colocada entre a verde e a amarela.
A frequente confusão com a bandeira usada pelo movimento LGBT tem suscitado o desejo de abandono e substituição da bandeira arco-íris, por parte de algumas pessoas do movimento indígena de Cuzco, no Peru.